# Megliore degli Abati
Megliore degli Abati fue un poeta italiano del siglo XIII oriundo de la República de Florencia.
Hijo de Rinaldo degli Abati, es considerado uno de los primeros poetas vulgares. En 1270, se presentó ante Carlos de Anjou para solicitar el indulto a la rama de su familia militante de los güelfos. Hay varias citas que aluden a él: en el Novellino es recordado como un poeta de gran vestuario, capaz de hablar adecuadamente en provenzal. Fue amigo de Guittone d'Arezzo, quien le dedicó la canción «Voglia di dir giusta ragion m'ha porta».